# Márffy Albin
Szentkirályszabadjai Márffy Albin, teljes nevén Márffy Albin Károly József Pál (Pozsony, 1857. január 26. – Budapest, 1928. július 4.) államtitkár.

## Élete
Előkelő hivatalnoki családból származott. Atyja, Márffy Ágost, a pénzügyminisztérium nyugalmazott államtitkára volt, anyja Kettner Róza. Elsőszülött gyermeküket 1857. január 31-én keresztelték a pozsonyi Szent Márton-székesegyházban. Márffy Albin maga is a pénzügyi szolgálatban működött ifjúkora óta. 
1876-ban lépett állami szolgálatba, mint fogalmazó a budai pénzügyigazgatóságnál. 1880-ban a pénzügyminisztériumba lépett át fogalmazónak és fokozatosan lépve előre a ranglétrán, 1899-ben lett miniszteri tanácsos. A minisztériumban eleinte a hitel, vasúti és vízszabályozási, később pedig a határvám-ügyekkel foglalkozott. Mint a határvám-ügyosztály előadója a külföldi államokkal a vám és kereskedelmi szerződések dolgában való tárgyalásokban vett tevékeny részt.
1905-ben a miniszterelnökségen lett államtitkár, majd 1909-ben vonult nyugalomba. Érdemei elismeréséül belső titkos tanácsosi rangot kapott. Neje Papp Irma, két fiuk is államtitkárok voltak.